# 廣州國際企業孵化器
廣州國際企業孵化器是中國廣東廣州的科技創業管理及服務機構，2000年12月26日成立，位于黃埔區科学城，東边为掬泉路及聆雨路；南和西边为攬月路；北边为科學大道。
廣州國際企業孵化器是廣州市人民政府及開發區政府在廣州科學城内出錢兴建的科技產業園區。目的是促進科技成果轉化和培養高新技術企業及企業家，帮助中小型創新及創業型科技企業快速發展及提供優質創業環境。
園區西北角有橋樑可直达科學城玉樹公園、廣州科學城體育公園和尖峰嶺公園，是科學城山體綠道的終點。

## 历史
- 2000年12月：園區正式成立。
- 2004年12月：被廣東省科學技術廳定為廣東科技人才（廣州）基地。
- 2005年12月：被列入留學人員廣州創業園廣州國際企業孵化器園區。
- 2006年5月：被中國民營科技促進會評審委員會評審为全國先進科技產業園。
- 2006年12月：經國家科學技術部批准成為國家高新技術創業服務中心。
- 2009年10月：被廣州市人民政府称为「廣州市勞動關係和諧工作園區」。